# Yellowstone Regional Airport

i7
i11
i13
Der Yellowstone Regional Airport (IATA-Code: COD, ICAO-Code: KCOD), nicht zu verwechseln mit dem Bozeman Yellowstone International Airport in Belgrade (Montana) und dem Yellowstone Airport in West Yellowstone (Montana), ist ein Flughafen im US-Bundesstaat Wyoming. Er liegt etwa 3,5 km südöstlich der Stadt Cody.

## Flugbetrieb
Der Yellowstone Regional Airport umfasst eine Fläche von 281 ha (694 acres). Er liegt auf einer Höhe von 5102 ft (1555 m) und ist mit einer Start- und Landebahn aus Asphalt in Richtung 04/22 ausgestattet (Dimensionen: 2520 × 30 m bzw. 8268 × 100 ft). Im Kalenderjahr 2021 fanden 25.238 Flugbewegungen statt, 91,7 % davon durch die allgemeine Luftfahrt. In diesem Zeitraum waren 75 Luftfahrzeuge am Flughafen stationiert.
Choice Aviation, der Fixed-Base Operator (FBO) des Flughafens, bietet verschiedene Dienstleistungen an, unter anderem Treibstoff, eine Flugschule sowie die Vermietung von Flugzeugen und Hangarstellplätzen.

## Fluggesellschaften und Ziele
Derzeit gibt es am Yellowstone Regional Airport nur eine Linienverbindung: United Express fliegt regelmäßig nach Denver.
| Airline        | Ziel   |
| -------------- | ------ |
| United Express | Denver |